# Sinagoga de Nizza Monferrato
La sinagoga de Nizza Monferrato, ahora desmantelada, se encontraba en Nizza Monferrato en la Piazza del Municipio, en el palacio De Benedetti, que fue construido en el siglo XIX, mientras que la sinagoga preexistente estaba en el gueto, ahora vía D'Azeglio.
Como es típico de las sinagogas de gueto, el edificio de culto no era de ninguna manera reconocible desde el exterior, escondido dentro del palacio De Benedetti. Después de la emancipación de 1848, el rápido declive demográfico de la comunidad provocó el cierre del lugar de culto a principios del siglo XX, que fue desmantelado en 1937. Los muebles fueron transportados a la Sinagoga de Alessandria, donde todavía se encuentran hoy. El palacio De Benedetti ha sido restaurado recientemente, pero no queda nada en el lugar como recordatorio de la sinagoga.